# 奥サマは魔女
『奥サマは魔女』（おくさまはまじょ、Un amour de sorcière）は1997年のフランスのファンタジー・ロマンティック・コメディ映画。監督はルネ・マンゾール、出演はヴァネッサ・パラディとジャン・レノなど。
日本でのビデオ・DVDのタイトルは『奥サマは魔女/魔王の陰謀』。
1960年代から1970年代にかけて放送されたテレビシリーズ『奥さまは魔女』と直接の関係はない。

## ストーリー
魔女のモーガンは人間との間に生んだ息子アルチュールを普通の人間にするために、アルチュールの1歳の誕生日に、アルチュールと同じ6月14日午前6時生まれの人間の男を代理父にして儀式を行おうとしていた。
一方、アルチュールの代理父になって、アルチュールを自分の後継者にしようと考えている悪い魔法使いモロクは、代理父の候補である人間の男たちを次々に抹殺して行く。
最後に残ったのはニューヨークの天才発明家で青年実業家のマイケル。彼がフランスに仕事でやって来ると、モーガンはマイケルを誘拐し、惚れ薬を使って彼と肉体関係を結び、儀式の前段階を済ませる。ところが、マイケルとともに過ごすうち、モーガンはマイケルを本気で好きになってしまう。代理父になった人間はIQがゼロになってしまうことから、モーガンはマイケルを救うために代理父を使わずに自分の命と引き換えにアルチュールを人間にする儀式を執り行う。しかし、そこにモロクが現れ、アルチュールをさらっていく。モーガンはそのまま昏睡状態に陥る。
モーガンの正体を知り、それでもモーガンを愛しているというマイケルは、モーガンの祖母らからのアドバイスで、モロクからアルチュールを奪い返す。追って来るモロクの魔の手から、モーガンの祖母やアルチュールの魔法などで何とか切り抜けたマイケルは、モロクに火を放つ。炎によって液状化したモロクをマイケルらは洗剤の容器に閉じ込める。
既に心肺停止状態にあったモーガンにマイケルが愛を告げると、モーガンは息を吹き返す。かくして、マイケルは魔女であるモーガンとめでたく結ばれる。

## キャスト
※括弧内は日本語吹替
- モーガン・エドラマレク: ヴァネッサ・パラディ（井上喜久子） - 子持ちの魔女。
- モロク・エドラマレク: ジャン・レノ（大塚明夫） - 悪い魔法使い。
- マイケル・ファース: ギル・ベローズ（森田順平） - アメリカ人の天才発明家で青年実業家。
- エグランティーヌ・エドラマレク: ジャンヌ・モロー（谷育子） - モーガンの祖母。モロクは甥。
- ジョエル: ダブニー・コールマン（大木民夫） - マイケルのビジネスパートナー。離婚歴あり。
- リタ: カトリーン・ブアマン（英語版）
- アルチュール・エドラマレク: ファンタン・ララン - モーガンの息子。もうじき1歳。実父は人間。
- マーリン: マルコム・ディクソン（英語版）（納谷六朗）
- クロエ・エドラマレク: エレオノール・ヒルト（フランス語版）
- フルール・エドラマレク: ルイーズ・ヴァンサン
- トンプソン: ニコラス・ホートレイ（岩田安生）
- 空港の警察官: パトリック・フラールシェン（フランス語版）

## トリビア
- フランス語版の他に英語版を制作するために、2回撮影が行なわれた[2]。

- アルチュール役のファンタン・ラランはルネ・マンゾール（フランス語版）（本名：ルネ・ララン）監督の家族である。[要出典]

- ルネ・マンゾール監督は他の作品と異なり、この作品ではカメオ出演していない。

- パトリック・フラールシェン（フランス語版）はルネ・マンゾール監督の1989年の映画『ウォンテッド Mr.クリスマス』にタイトル・ロールで出演している。